# تپه قلعه رضا
تپه قلعه رضا مربوط به دوران پیش از تاریخ ایران باستان تا دوران‌های تاریخی پس از اسلام است و در شهرستان جوانرود بخش روانسر، روستای قلعه رضا واقع شده و این اثر در تاریخ ۲۳ شهریور ۱۳۸۲ با شمارهٔ ثبت ۱۰۱۳۹ به‌عنوان یکی از آثار ملی ایران به ثبت رسیده‌است.